# نسيج طلائي عمادي بسيط
الظهاري العماري البسيط هو نسيج طلائي أحادي الطبقات. يتواجد في الإنسان، الظهاري العماري البسيط يغطي معظم أعضاء الجهاز الهضمي بما في ذلك المعدة، أمعاء دقيقة، والأمعاء الغليظة. ويبطن هذا النوع المعدة والأمعاء وأجزاء من الجهاز التنفسي ويتكون من طبقة واحدة على نوعين من الخلايا كأسية وعمادية. الخلايا الكاسية متخصصة في إفراز المخاط أما الخلايا العمادية فمتخصصة في الامتصاص.